# 三すくみ
三すくみ（さんすくみ、三竦み）とは、三つの者が互いに得意な相手と苦手な相手を一つずつ持つことで、三者とも身動きが取れなくなるような状態のこと。つまり下記の関係が成立する。
1. AはBに勝つ
2. BはCに勝つ
3. CはAに勝つ

例えば、AはBを倒した場合、Cに倒されるのがわかっているので動くことができない。

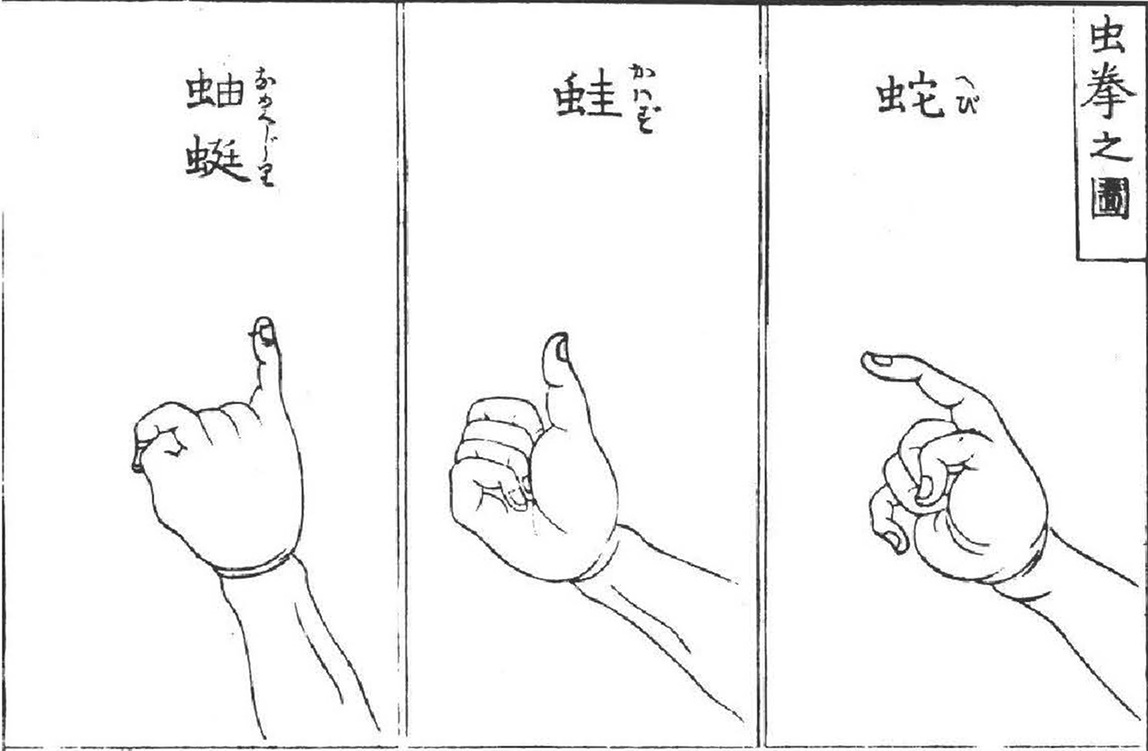
虫拳 『拳会角力図会』 1809年 左からナメクジ/蚰蜒、カエル、ヘビ

## 三すくみの構造
虫拳（むしけん）：ナメクジ ➔ ヘビ ➔ カエル ➔ ナメクジ ……
ヘビはカエルを一飲みにする。ヘビには負けるカエルだが、相手がナメクジならばやすやすと舌でとって食べる。しかしカエルに負けるナメクジにはヘビ毒が効かず、身体の粘液で（カエルより強いはずの）ヘビを溶かしてしまう。
このときにカエルがナメクジを食べると、その後ヘビに食べられてしまうので、ナメクジを食べられない。ヘビ、ナメクジも同様の状態で、三者とも身動きがとれず三すくみとなる。
日本最古の三すくみで、当時は日本では「ナメクジはヘビを溶かす」と信じられていたが、実際にはそのようなことはおこらず、ナミヘビ科にはナメクジを捕食する種もいる。
trade-offs（トレードオフズ）原文：「螂蛆食蛇、蛇食蛙、蛙食螂蛆、互相食也」
螂蛆はムカデ/ゲジのこと。正三角形の配置構造を連鎖構造に言葉として表記した。「じゃんけん」の勝負とは異なるが、互いの影響を説明するうえで「三つ巴」や「三すくみ」と表現される説明が多くの理論で利用されている。
各要素の影響の強弱は1対1の関係（部分構造）では勝ち負けが発生する。拮抗状態が全体最適（継続）である各要素が正三角形の位置に配置されている状態である。
三すくみは位置関係と互いの距離によってバランスされている。「蛇」と「蛙」が一呑みで「蛞蝓」から余裕で逃走可能な距離（状態）では成立しないという論理構造である。この状態で、3匹が逃走するためには互いに距離を伸ばす（正三角形が相似的に拡大する）必要があると説明されている。

## 三すくみの例

じゃんけん相関図

矢印の向く相手に勝つ、という関係を表す。
通常のじゃんけん：グー（石） ➔ チョキ（はさみ） ➔ パー（紙） ➔ グー ……
「石」は「はさみ」を打ち砕き、「はさみ」は「紙」を切り刻み、「紙」は「石」を包み込む。下記（星拳）もじゃんけんである。
星拳（ほしけん）：グー（天球） ➔ チョキ（地球） ➔ パー（水星） ➔ グー ……
上記のじゃんけんの一種である。チョキ（地球）の手の形のみ通常のじゃんけんと異なる。
狐拳（きつねけん）：狐 ➔ 庄屋 ➔ 猟師 ➔ 狐 ……
狐は庄屋を化かす。依頼主の庄屋に猟師は頭が上がらない。猟師は狐を鉄砲で撃つ。
象 ➔ 人 ➔ 蟻 ➔ 象 ……
象は人を踏み、人は蟻を踏み、蟻は象を刺す。ちなみにインドネシア周辺のじゃんけんはこの形になっている。親指が象、人差し指が人、小指が蟻。

## ゲーム・漫画における例
水 ➔ 火炎 ➔ 草木 ➔ 水 ……
コンピュータゲーム『ポケットモンスター』、『パズル&ドラゴンズ』、『モンスターストライク』などに見られる三すくみ。水は火炎を消し、火炎は草木を燃やし、草木は水分を吸い取る。
水 ➔ 地面 ➔ 電気 ➔ 水 ……
コンピュータゲーム『ポケットモンスター』に見られる三すくみ。水は地面を濡らし、地面は電気を暴発させ、電気は水を感電させる。
水 ➔ 火 ➔ 氷 ➔ 水 ……
コンピュータゲーム『ルイージマンション』、及び漫画『斉木楠雄のΨ難』に登場するカードゲーム『VALKYRIE BREAKER（ヴァルキリーブレイカー）』に見られる三すくみ。水は火を消し、火は氷を融かし、氷は水を冷やす。
電撃 ➔ 火炎 ➔ 冷気 ➔ 電撃 ……
コンピュータゲーム『幻日のヨハネ -BLAZE in the DEEPBLUE-』に見られる三すくみ。イオンブレードによる電撃を帯びた三連斬りは火炎属性の敵に対して有効。魔法の知識から繰り出される火炎弾は冷気属性の敵に対して有効。オバケたちによる冷気を纏った一斉攻撃は電撃属性の敵に対して有効。
サファイア ➔ ルビー ➔ エメラルド ➔ サファイア ……
コンピュータゲーム『六本木サディスティックナイト』に見られる三すくみ。サファイアはルビーに強く、ルビーはエメラルドに強く、エメラルドはサファイアに強い。
槍 ➔ 剣 ➔ 斧 ➔ 槍 ……
コンピュータゲーム『ファイアーエムブレム』に見られる三すくみ。槍は剣に強く、剣は斧に強く、斧は槍に強い。ただし、これを逆転させる武器も存在する。
海軍 ➔ 陸軍 ➔ 空軍 ➔ 海軍 ……
ブラウザゲーム『トップウォー』に見られる三すくみ。海軍は陸軍に強く、陸軍は空軍に強く、空軍は海軍に強い。もちろん現実の戦争ではこの限りではない。
まほう ➔ こうげき ➔ バリア ➔ まほう ……
コンピュータゲーム『ガラクタ名作劇場 ラクガキ王国』のラクガキファイト、及びテレビ番組『天才ビットくん』のコーナー『グラモンバトル』に見られる三すくみ。まほうはこうげきに打ち勝ち、こうげきはバリアを破り、バリアはまほうを跳ね返す。
皇帝 ➔ 市民 ➔ 奴隷 ➔ 皇帝 ……
漫画『賭博黙示録カイジ』に登場するギャンブル『Eカード』に見られる三すくみ。皇帝は市民を支配し、市民は奴隷をこき使い、奴隷は捨て身の行為で皇帝に襲いかかる。奴隷はそもそも失うものがないため、殺されてもともとの状態で皇帝を討つ可能性があることから、奴隷は皇帝よりも強いとされる。
近接タイプ ➔ 間接タイプ ➔ 飛行タイプ ➔ 近接タイプ ……
コンピュータゲーム『ファイナルファンタジーXII レヴァナント・ウイング』に見られる三すくみ。近接タイプ（剣、拳など）に懐に入られると間接タイプは身を守ることができず、間接タイプ（弓、魔法など）にとって飛行タイプは恰好の的となり、飛行タイプ（翼、ホバーボードを持つ者など）には近接タイプの攻撃が届きにくい。

## 経営理論の例
産業組織論（経済学）の主要なパラダイムとして構造 ➔ 行為 ➔ 成果（S-C-P）がある。産業構造がその産業にいる企業の行為（戦略）を決定し、行為が産業の成果を決定し、成果がその産業の構造を決定する。
同様な論理構造として
重要制約（Core Constraints）
利益 ➔ 技術 ➔ 権利（Economic-Technical-User）
物資（Resources）リソース
ヒト ➔ 作用 ➔ モノ（People-Process-Product）
顧客（Customers）カスタマー
時間 ➔ 費用 ➔ 品質（Schedule-Budget-Performance）
が上げられている（上記は、矢印の向く方向に強い影響を与え行動を決定させる、関係を表す）。